# San Antonio (Sullana)
San Antonio es un caserío peruano ubicado en el distrito de Sullana, perteneciente a la provincia de Sullana del departamento de Piura, al norte del Perú. 

## Ubicación
San Antonio se ubica al oeste de la provincia de Sullana, en el distrito homónimo, en el departamento de Piura. Se ubica cerca a la presa de Poechos. 

## Demografía
En 2017 San Antonio tenía una población de 72 habitantes.
| Gráfica de evolución demográfica de San Antonio entre 1993 y 2017 |
|                                                                   |
| Fuentes: Población 1993 y 2017                                    |